# Blumea scabrifolia
Blumea scabrifolia là một loài thực vật có hoa trong họ Cúc. Loài này được Ridl. mô tả khoa học đầu tiên năm 1923.